# Leucolejeunea suprema
Leucolejeunea suprema là một loài Rêu trong họ Lejeuneaceae. Loài này được Grolle & Piippo mô tả khoa học đầu tiên năm 1990.